# 德奎島
德奎島（英語：Dequey Island），是位於巴丹群島的島嶼之一，目前由巴丹群島省管轄，是一座無人島。
在德奎島西方約3公里處，有一座頂點於海平面以下24公尺的山
。

## 位置
島嶼距離沃荷斯島約0.5公里，相距臺灣蘭嶼大約200公里左右。